# 87-й Нью-Йоркский пехотный полк
87-й Нью-Йоркский пехотный полк (87th New York Volunteer Infantry Regiment так же 13th Brooklyn) — представлял собой один из пехотных полков армии Союза во время Гражданской войны в США. Полк прошёл многие сражения войны на востоке страны от осады Йорктауна до сражения при Шантильи. Из-за тяжёлых потерь в ходе Северовирджинской кампании он был расформирован в сентябре 1862 года. Его рядовые были переведены в 40-й Нью-Йоркский пехотный полк.

## Формирование
Полк был сформирован в Бруклине 14 ноября 1861 года в результате сведения отдельных подразделений. Ядром полка стал недосформированный полк Brooklyn Rifles, из которого образовались роты A, D, F, G, H, I и K. Недосформированный полк Second Continental Guards в итоге превратился в роту С. Подразделение McClellan Infantry превратилось в роту Е. В этот же полк были влиты части подразделения Washington Rifles. С октября по декабрь роты полка постепенно были приняты на службу в армию США сроком на 3 года. 11 сентября была сформирована рота В, которая в итоге была переведена в 173-й Нью-Йоркский полк.
Первым командиром полка стал полковник Стивен Додж, подполковником — Ричард Бэчия, майором — Джордж Босуорт.

## Боевой путь
2 декабря полк был отправлен в Вашингтон и включён в бригаду Инниса Палмера в составе дивизии Сайласа Кейси. В марте полк был переведён в бригаду Чарльза Джеймсона в дивизии Гамильтона (III корпус Потомакской армии). В середине марта он участвовал в наступлении на Манассас, а 17 сентября был отправлен на Вирджинский полуостров, где 5 апреля присоединился к частям, осаждающим Йорктаун.
5 мая полк участвовал в сражении при Уильямсберге, а 31 мая — в сражении при Севен-Пайнс, где было потеряно 16 человек убитыми, 48 человек ранеными и 7 пропавшими без вести. В этом сражении выбыл из строя бригадный генерал Джеймсон, и его место занял Джон Робинсон.
В ходе Семидневной битвы полк потерял 8 человек убитыми и 30 человек ранеными. В августе бригаду отправили в форт Монро, оттуда по морю перебросили в Северную Вирджинию, где она присоединилась к Вирджинской армии Джона Поупа. С 26 августа по 1 сентября полк принимал участие в нескольких сражениях, потеряв в общей сложности 9 человек убитыми, 6 человек ранеными и 75 человек пропавшими без вести. 
Ввиду тяжёлых потерь 6 сентября полк был расформирован. Офицеры покинули армию, а рядовые были переведены в 40-й Нью-Йоркский пехотный полк.